# Syllepte emmetris
Syllepte emmetris là một loài bướm đêm trong họ Crambidae.